# Renato Di Rocco
Renato di Rocco (Roma, 1947) è un dirigente sportivo italiano, presidente della Federazione Ciclistica Italiana per quattro mandati consecutivi dal 2005 al 2021.

## Biografia
È nato da una famiglia abruzzese di venditori e costruttori di biciclette Romeo. È stato presidente della Federazione Ciclistica Italiana per 14 anni e segretario della Lega Professionisti per 7. È stato anche membro del CONI. Nel 2008 ha fatto parte del direttivo dell'Unione Ciclistica Europea.